# Operação Dingo
Operação Dingo, também conhecida como Massacre de Chimoio, foi um grande raide conduzido pelas Forças de Segurança da Rodésia contra o quartel-general do Exército Africano para a Libertação Nacional do Zimbábue (em inglês:  Zimbabwe African National Liberation Army, ZANLA) de Robert Mugabe em Chimoio e um campo menor em Tembue em Moçambique entre 23 a 25 de Novembro de 1977. Embora houvesse um acampamento do Exército Africano para a Libertação Nacional do Zimbábue, Chimoio era o principal campo de refugiados para as pessoas que fugiam da Guerra Civil da Rodésia. Mais de 3.000 refugiados e combatentes do ZANLA foram mortos e 5.000 ficaram feridos, enquanto apenas duas soldados do governo morreram e seis ficaram feridos.